# 歐文魮
歐文魮（学名：Barbus owenae）為輻鰭魚綱鯉形目鯉科的其中一個種。分布於非洲尚比亞班韋烏盧湖與 Chambezi河流域，體長可達3.7公分，可做為食用魚。

## 扩展阅读
維基物種上的相關：歐文魮